# Ursula Hill-Samelson
Ursula Hill-Samelson (neé Hill; Bad Kreuznach, 22 de dezembro de 1935 – Seefeld, 10 de janeiro de 2013) foi uma matemática e pioneira da informática alemã.

## Formação e carreira
Ursula Hill estudou matemática na Universidade de Mainz. Em 1 de novembro de 1963 seguiu (com Hans Langmaack) o matemático e pioneiro da informática Klaus Samelson para a Universidade Técnica de Munique, onde obteve um doutorado em informática em 1970, orientada por Friedrich Ludwig Bauer, com a tese Automatische rekursive Adressenberechnung für höhere Programmiersprachen, insbesondere für ALGOL 68). Casou com Klaus Samelson em 1978.
Morreu aos 77 anos de idade, sendo sepultada no Nordfriedhof, Munique.

## Obras
- A. A. Grau, U. Hill, Hans Langmaack: Translation of Algol 60., Handbook for automatic computation; Vol. 1, Part b. Grundlehren der mathematischen Wissenschaften, Springer Verlag, Berlin, Heidelberg, New York, 1967
- U. Hill, H. Langmaack, H. R. Schwarz, G. Seegmüller: Efficient Handling of subscripted variables in ALGOL 60 compilers. Proc. Symp. on Symbolic Languages in Data Processing, Rome, p. 331–340. Gordon & Breach, New York 1962.
- U. Hill: Automatische rekursive Adressenberechnung für höhere Programmiersprachen, insbesondere für Algol 68. Dissertation, TU München, 13. Februar 1969
- Friedrich L. Bauer, Rupert Gnatz, Ursula Hill: Informatik. Aufgaben und Lösungen. Erster und Zweiter Teil. Springer-Verlag, Berlin, Heidelberg, New York, 1975/6. ISBN 3-540-07116-4 und ISBN 0-387-07116-4; übersetzt ins Russische (1978) und ins Polnische (1981)
- U. Hill: Special Run-Time Organization Techniques for Algol 68. Proceeding Compiler Construction, An Advanced Course, 2nd ed. Springer-Verlag London, UK 1976. ISBN 3-540-07542-9